# Gori (cognome)
Gori è un cognome di lingua italiana.

## Varianti
Gorelli, Goretti, Gorin, Gorini, Goro.

## Origine e diffusione
Cognome tipicamente centritaliano, è presente prevalentemente in Toscana, bassa Romagna e Umbria, con ceppi nel settentrione.
Deriva dal nome Goro, aferesi di Gregorio.
In Italia conta circa 4452 presenze.
Gorin è veneziano; Gorini ha un ceppo nel milanese; Gorelli è aretino, senese e grossetano; Goretti è lecchese, milanese, bolognese, perugino, pratese, fiorentino e aretino; Goro è di Cingoli.

## Persone
- Augusta Gori, attrice italiana (Milano, n.1960)
- Giancarlo Gori, attore, regista e drammaturgo italiano (Signa, n.1949)
- Gianluca Gori, attore e regista teatrale italiano (Firenze, n.1967)
- Gorella Gori, attrice italiana (Roma, n.1900 - Roma, † 1963)
- Patrizia Gori, attrice italiana (Roma, n.1950)